# Roca Partida

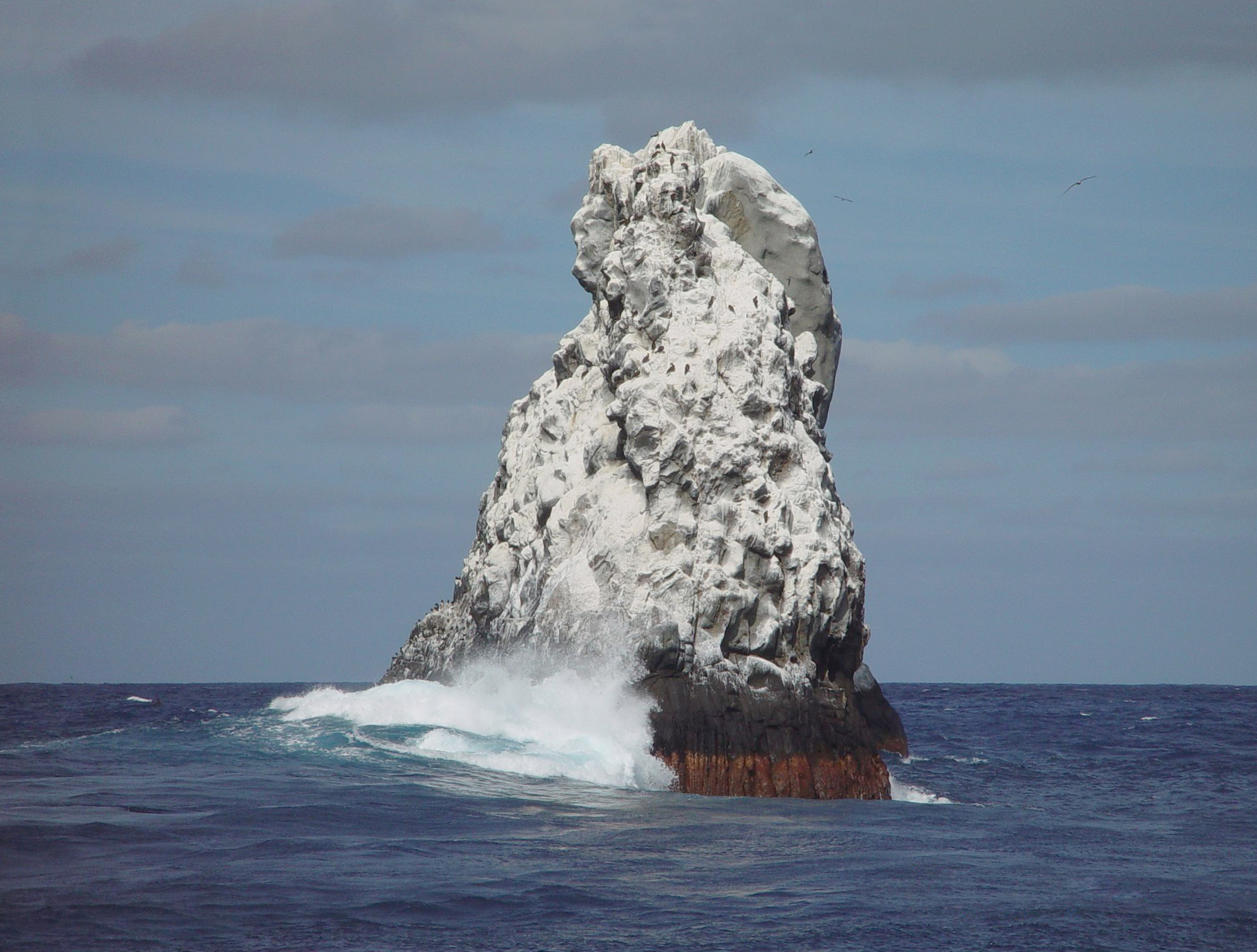
Nordöstra toppen

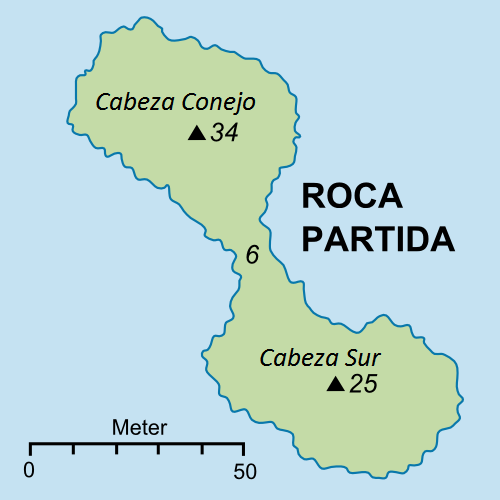
Tecknad karta

Roca Partida (spanska Isla Roca Partida) är den minsta ön i ögruppen Revillagigedoöarna i östra Stilla havet som tillhör Mexiko. Hela ögruppen ingår i Manzanillos kommun i delstaten Colima  men förvaltas direkt av staten då den är ett biosfärområde "Archipiélago de Revillagigedo" sedan 1994.
Roca Partidaön ligger cirka 107 kilometer nordväst om huvudön Socorro. Den obebodda klippön är av vulkaniskt ursprung och har en areal om ca 0,3 ha (0,003 km²) med en längd på ca 91 meter och ca 45 meter bred. Den högsta höjden är på endast ca 34 m ö.h.

## Historia
Roca Partidaön upptäcktes möjligen redan 1543 av spanske Ruy Lopez de Villalobos men upptäckten tillskrivs vanligen spanske José Camacho som anses att 1779 ha upptäckt både "Roca Partida" och den västligaste "Santa Rosa" (Clarión).
Den 25 juli 1861 under presidenten Benito Juárez införlivas hela ögruppen i delstaten Colima och 1957 upprättar den mexikanska flottan en bas på Socorroön.